# 銀河騎士傳漫畫章節列表
銀河騎士傳漫畫章節列表列出日本漫畫《銀河騎士傳》每一話的標題以及刊載期號。相關翻譯使用台灣東販提供的官方譯名。

## 單行本列表
| - 01. 谷風長道的選擇（，Tanikaze Nagate no Sentaku）（《月刊Afternoon》2009年6月號） - 02. 谷風長道的初戰（，Tanikaze Nagate no Uijin）（2009年7月號） - 03. 山野榮子的星空（，Yamano Eiko no Hoshizora）（2009年8月號） - 04. 岐神海苔夫的激昂（，Kunato Norio no Gekikō）（2009年9月號） - 05. 赤井持國的光榮（，Akai Mochikuni no Eikō）（2009年10月號） |

| - 06. 赤井持國的刺芽槍（，Akai Mochikuni no Kabizashi）（2009年11月號） - 07. 搜索星白閑（，Hoshijiro Shizuka no Sōsaku）（2009年12月號） - 08. 谷風長道返艦（，Tanikaze Nagate no Kikan）（2010年1月號） - 09. 星白閑的敬禮（，Hoshijiro Shizuka no Keirei）（2010年2月號） - 10. 第二十八代艦長的決心（，Dai Ni Jū Hachi-dai Kanchō no Ketsudan）（2010年3月號） |

| - 11. 星白閑歸艦（，Hoshijiro Shizuka no Kikan）（2010年4月號） - 12. 田寬濡美的週一餐（，Tahiro Numi no Shūichishoku）（2010年5月號） - 13. 科戶瀨伊札那的嘆息（，Shinatose Izana no Tameiki）（2010年6月號） - 14. 不死船員會（，Fushi no Sen'in-kai）（2010年7月號） - 15. 齋藤弘樹失控（，Saitō Hiroki no Bōsō）（2010年8月號） |

| - 16. 科戶瀨伊札那的初戰（，Shinatose Izana no Uijin）（2010年9月號） - 17. 谷風長道的決心（，Tanikaze Nagate no Ketsui）（2010年10月號） - 18. 科學家落合的女兒（，Kagakusha Ochiai no Musume）（2010年11月號） - 19. 科戶瀨伊札那作的夢（，Shinatose Izana ga Mita Yume）（2010年12月號） - 20. 岐神海苔夫的糾葛（，Kunato Norio no Kattō）（2011年1月號） |

| - 21. 紅天蛾的眼神（，Benisuzume no Manazashi）（2011年2月號） - 22. 科學家落合的陰謀（，Kagakusha Ochiai no Inbō）（2011年3月號） - 23. 小行星接近（，Shōwakusei no Sekkin）（2011年4月號） - 24. 723的擁抱（，723 no Hōyō）（2011年5月號） - 25. 第一小隊的奮鬥（，Dai Ichi Shōtai no Funtō）（2011年6月號） |

| - 26. 小行星的撞擊（，Shōwakusei no Shōtotsu）（2011年7月號） - 27. 東亞重工再啟動（，Tōa Jūkō no Saishidō）（2011年8月號） - 28. 胞衣星白的受孕（，Ena Hoshijiro no Jutai）（2011年9月號） - 29. 科戶瀨搖的猶豫（，Shinatose Yure no ShunJun）（2011年10月號） - 30. 仄煉的決心（，Honoka Ren no Ketsui）（2011年11月號） |

| - 31. 星白閑的女兒（，Hoshijiro Shizuka no Musume）（2011年12月號） - 32. 拜會白羽衣紬（，Shiraui Tsumugi no Omemie）（2012年1月號） - 33. 白羽衣紬的能力（，Shiraui Tsumugi no Nōryoku）（2012年2月號） - 34. 陶笛攻略戰 前篇（，Okarina Kōryaku Sen Zenpen）（2012年3月號） - 35. 陶笛攻略戰 後篇（，Okarina Kōryaku Sen Kōhen）（2012年4月號） |

| - 36. 大眾合眾的鳴動（，Dai Shugafu-sen no Meidō）（2012年5月號） - 37. 白羽衣紬的願望（，Shiraui Tsumugi no Ganbō）（2012年6月號） - 38. 白羽衣紬的思慕（，Shiraui Tsumugi no Shibo）（2012年7月號） - 39. 進入九號行星（，Wakusei Nain e no Shinnyū）（2012年8月號） |

| - 40. 只有兩架的救援部隊（，Tatta Ni Ki no Kyūshutsu Butai）（2012年9月號） - 41. 古風長道的陸地戰（，Tanikaze Nagate no Rikusen）（2012年10月號） - 42. 星白閑的形態（，Hoshijiro Shizuka no Keishō）（2012年11月號） - 43. 弦打操縱士的憂鬱（，Tsuruuchi Sōjūshi no Yūutsu）（2012年12月號） - 44. 綠川纈的決心（，Midorikawa Yuhata no Ketsudan）（2013年1月號） |

| - 45. 仄姉妹的住宅捜査（，Honoka Shimai no Kataku Sōsa）（2013年2月號） - 46. 彼方的開端 前篇（，Kanata no Hajimari Zenpen）（2013年3月號） - 47. 彼方的開端 後篇（，Kanata no Hajimari Kōhen）（2013年4月號） - 48. 開發極限難測兵器（，Rinkai Fusoku Heiki no Kaihatsu）（2013年5月號） - 49. 谷風長道的極機密任務（，Tanikaze Nagete no Gokuhi Ninmu）（2013年6月號） |

| - 50. 非武裝主義者的痕跡（，Hibusōshugisha no Konseki）（2013年7月號） - 51. 救出遇難者（，Sōnansha no Kyūshutsu）（2013年8月號） - 52. 西山拉拉的奮鬥（，Hiyama Rarā no Funtō）（2013年9月號） - 53. 大眾合船的存在（，Daishugafusen no Sonzai）（2013年10月號） - 54. 市谷戴露露的轉變（，Ichigaya Teruru no Tenkō）（2013年11月號） |

| - 55. 水城出航（，Mizuki no Shukkan）（2013年12月號） - 56. 不定形的奇居子（，Futeikei no Gauna）（2014年1月號） - 57. 救出仄炒（，Honoka Shō no Kyūshutsu）（2014年2月號） - 58. 水城的能力（，Mizuki no Nōryoku）（2014年3月號） - 59. 恆星雷姆的引力（，Kōsei Remu no Inryoku）（2014年4月號） |

| - 60. 設置半自律式轉換機構（，Han-jiritsushiki Tenkan Kikō no Setchi）（2014年5月號） - 61. 新操縱士的初次上陣 前篇（，Shinsōjūshi no Uijin Zenpen）（2014年6月號） - 62. 新操縱士的初次上陣 後篇（，Shinsōjūshi no Uijin Kōhen）（2014年7月號） - 63. 白羽衣紬的夢想（，Shiraui Tsumugi no Yume）（2014年8月號） - 64. 解體彼方（，Kanata no Kaitai）（2014年9月號） |

| - 65. 科學家落合的誕生（）（2014年10月號） - 66. 小林艦長的眷戀（）（2014年11月號） - 67. 攻擊艦隊的危機（）（2014年12月號） - 68. 谷風長道的焦躁（）（2015年1月號） - 69. 岐神海苔夫回歸（）（2015年2月號） - 70. 二零式的出擊（）（2015年3月號） |

| - 71. 第一攻擊艦隊的決斷（）（2015年4月號） - 72. 紬的任性（）（2015年5月號） - 73. 第一攻擊艦隊的迎擊（）（2015年6月號） - 74. 小林艦隊的覺悟（）（2015年7月號） - 75. 岐神班的戰鬥（）（2015年8月號） - 76. 眾合船團的反攻（）（2015年9月號） - 77. 賽德尼亞的騎士（）（2015年10月號） - 78. 對奇居子終戰（）（2015年11月號） |